# Soko Phay
 (août 2022).
Il peut être nécessaire de l'améliorer pour respecter le principe de neutralité de point de vue. Veuillez consulter la page de discussion pour plus de détails.

Soko Phay est historienne et théoricienne de l’art, née au Cambodge en 1969. 
Elle enseigne au département d’arts plastiques de l’université Paris 8.
Commissaire d’exposition, elle a aussi développé une activité de critique d’art dans des revues spécialisées.

## Biographie
Sa formation en arts plastiques à l’université Paris 8 a été marquée par l’enseignement de l’historien d’art Pascal Bonafoux et de la philosophe Christine Buci-Glucksmann. Cette dernière l’a dirigée en thèse de doctorat sur Le Miroir comme emblème de la peinture, ses figurations et transfigurations, de Vermeer à Richter, soutenue en 1999.
En 2013, elle obtient son habilitation à diriger les recherches avec comme sujet : Miroir, mémoire et traduction culturelle : Pour une pensée de la discontinuité, avec Paul-Louis Rinuy comme garant.
Depuis 2018, elle est professeure des universités en histoire et théorie de l’art contemporain à l’Université Paris 8. Elle enseigne également au Nouveau collège d'Études politiques (NCEP) de l’Université Paris Lumières, après trois ans à l’EHESS.
Elle dirige le Laboratoire « Arts des images et art contemporain » (EA 4010) depuis 2019 et anime plusieurs programmes de recherche internationaux au sein du Labex Arts-H2H, l’Université Paris Lumières et l’EUR ArTeC.
En 2015, elle a fondé avec l’écrivain et psychanalyste Pierre Bayard le Centre international de recherche et d’enseignement sur les meurtres de masse (CIREMM).

## Travaux
Ses travaux couvrent deux axes de recherche principaux : l’esthétique du miroir de la Renaissance à l’art contemporain, d’une part, et l’art à l’épreuve de la violence extrême, d’autre part.
Ce double champ de recherche, qu’elle mène en parallèle depuis de nombreuses années, témoigne de sa double appartenance culturelle, cambodgienne par ses origines et française par son pays d’accueil (elle fait partie de la diaspora cambodgienne qui a échappé aux Khmers rouges en arrivant toute jeune comme réfugiée politique en 1976).

### Les miroirs non-mimétiques
Dans ses articles et ouvrages concernant le miroir, Soko Phay montre combien en Occident le miroir est la pierre angulaire d’une réflexion portant sur l’esthétique de l’image. Il cristallise les enjeux théoriques et imaginaires de la mimèsis. Mais cette réflexion n’est plus de mise dans l’art du XXe siècle, en particulier depuis les années 1960.
Selon elle, les miroirs de Robert Smithson, de Michelangelo Pistoletto, de Bill Viola, de Yayoi Kusama, d’Anish Kapoor ou encore de Carsten Höller et de David Altmejd participent de la déconstruction de la vision moderniste, à la fois transparente et rationnelle. Cet anti-reflet mimétique s’est traduit par une volonté de troubler notre perception, par une mise en abîme ou par des déplacements de miroirs. Ces nouveaux reflets, à la fois «mercuriens » ou « spectraux » pour reprendre ses concepts, participent au décentrement du regard et du sujet, en déconstruisant nos habitudes sensorielles.

### L’art post-génocide
Soko Phay travaille également sur le génocide cambodgien, l'un des moins connus des génocides du XXe siècle,. Elle a organisé avec Pierre Bayard un colloque international – le tout premier de cette ampleur qui se soit tenu en France –, dont les actes publiés (Cambodge, le génocide effacé chez Cécile Défaut) constituent une référence.
Elle a publié des travaux sur les œuvres d’Alfredo Jaar, de Sarkis, de Vann Nath, de Rithy Panh, de Séra ou de plus jeunes comme Davy Chou, Vandy Rattana, Svay Sareth. Elle s’interroge sur les possibles de la représentation face à la violence extrême, en évitant les écueils d'une esthétisation de l'horreur. Dans ce contexte, l'« esthétisation » est comprise comme une confusion entre la fiction et la réalité ; ce qui entraînerait une perte de sens du réel.
Son originalité tient au fait qu’elle mène ses recherches sur les crimes de masse par le biais de l’art,, mais aussi par l’invention de dispositifs qu’elle a appelés « les ateliers de la mémoire ». Elle les a organisés dès 2008 avec Pierre Bayard au Centre Bophana, dirigé par Rithy Panh et au Centre Iriba, dirigé par Assumpta Mugiraneza,. 
Le principe de ces ateliers est de faire travailler de jeunes artistes nés peu avant ou après le génocide – certains n’en ont parfois même jamais entendu parler – à partir des archives et des traces qui sont elles-mêmes susceptibles d’une reprise créatrice. Le travail se fait en plusieurs étapes, avec l’aide d’artistes confirmés comme les peintres Vann Nath et Séra pour le Cambodge, les écrivains Dorcy Rugamba et Olivia Rosenthal pour le Rwanda.
Ce travail collectif d’artistes et de chercheurs conduit à des œuvres qui évoquent à la fois l’horreur du génocide et la manière dont il se transmet sur plusieurs générations, illustrant par là-même la notion de « postmémoire»  que Soko Phay emprunte à l’universitaire américaine Marianne Hirsch.
Ses récents travaux portent sur les paysages mémoriels à travers les dispositifs de l’art contemporain.

## Œuvres
- Le paysage après coup, Naima, 2022. (dir. avec Patrick Nardin) ;
- Les génocides oubliés ? dossier pour la revue Mémoires en jeu, 2020 (co-dir. avec Pierre Bayard) ;
- Archives au présent , Presses Universitaires de Vincennes, 2017 (dir. avec Patrick Nardin, Catherine Perret et Anna Seiderer) ;
- Cambodge, cartographie de la mémoire, L’Asiathèque, 2017 (dir. avec Patrick Nardin et Suppya Nut) ;
- Les Vertiges du miroir dans l’art contemporain, Les Presses du réel, 2016 (avec une préface de Pascal Bonafoux) ;
- Figurations of Postmemory, in Journal of Literature and Trauma Studies, no 4.1 et no 4.2, 2016 (co-dir. avec Emmanuel Alloa et Pierre Bayard) ;
- Création et postmémoire, hors-série bilingue (français / anglais) d’Art Absolument, 2013. (co-dir. avec Pierre Bayard) ;
- Cambodge, le génocide effacé, Éditions Cécile Defaut, 2013 (dir. avec Pierre Bayard) ;
- Cambodge, mémoire de l’extrême, hors-série d’Art Absolument, 2010 (dir. avec Pierre Bayard) ;
- Cambodge, l’atelier de la mémoire, Éditions Sonleuk Tchmey, 2010. Livre et DVD trilingue français/ khmer/ anglais (dir.) ;
- Miroir, Appareils et autres dispositifs, L’Harmattan, 2008 (dir.) ;
- Moi ! Autoportraits du XXe siècle, hors série d’Art Absolument consacré à l’exposition de Pascal Bonafoux au Musée du Luxembourg, 2004 (dir.) ;
- Le miroir dans l'art, de Manet à Richter, L’Harmattan, 2001 ;
- Claude Monet, Paris, Éditions du Chêne, 1998.

### Articles et chapitres d’ouvrages (sélection)
- « L’Image manquante de Rithy Panh. Le cinéma comme expérience de l’Histoire », in Sophie Cœuré et Claude Millet (dir. Archives), Revue Écrire l’Histoire / CNRS, no 13-14, 2014, p. 157-167.
- « Un génocide sans images ? La Peinture de Vann Nath face à l'aveuglement », in Emmanuel Elloa et Stefan Kristensen (dir.), Témoignage et Survivance, Genève, MetisPresse, 2014, p. 259-272.
- « From Alien Language to Trans-Culturality », in Shen Yuan: Hurried Words, Ullens Center for contemporary art, Pékin, 2010, p. 90-96.
- « Huang Yong Ping ou le Sacré à l’épreuve de la globalisation », in Art absolument no 32, novembre-décembre 2009, p. 60-67.
- « Le Génocide cambodgien : Déni et Justice », in Études, no 4083, mars 2008, p. 297-307.
- « Traces of silence in Sarkis », in M.-A. Baronian, S. Besser et Y. Jansen (dir.), Diaspora and Memory, Amsterdam, Rodopi, 2007, p. 185-191.
- « La Spiritualisation de la matière chez Anish Kapoor », in Art absolument no 22, automne 2007, p. 64-69.
- « Rwanda : Les Images suspendues d’Alfredo Jaar », in Couanet, C., Soulages, F. & Tamisier, M. (dir.), Politiques de la photographie du corps, Paris, Klincksieck, 2007, p. 31-40.
- « Le Témoignage filmique comme “œuvre de sépulture” chez Rithy Panh », in Europe, no 926-927, juin-juillet 2006, p. 168-177.
- « La Question de l’identité dans la vidéo », in Pierre-Damien Huyghe (dir.), Le Temps des appareils, Paris, l’Harmattan, 2006, p. 191-208.
- « L’Envers des vanités de Roland Flexner », in Art absolument no 18, automne 2006.
- « Supports / Surfaces : Conversions de Vincent Bioulès », in Jacques Morizot (dir.), Art : Changer de conviction, Paris, l’Harmattan, 2004, p. 167-178.
- « Les Ombres et les Survivances chez Mimmo Paladino à travers Homère », in Françoise Létoublon (dir.), Homerica, Gaia, no 7, 2003. p. 561-570.
- « L’Objet de réflexion ou l’Identité hybride », in Bernard Goy (dir.), Objets de réflexion, Frac Ile-de-France, Plateau, Paris, 2002, p. 5-13.
- « The Mirror in the Art of the Twentieth Century : From the Division to the Infinite », in Circa, no 95, printemps 2001, p. 28-31.
- « À travers le miroir, de l'écart à la transfiguration », in Caroline Cros, Claude Petit (dir.), À travers le miroir de Bonnard à Buren, Paris, Réunion des musées nationaux, 2000, p. 54-69.

### Film
- 2013 : Vann Nath, le peintre-mémoire, 26 min (bilingue français/khmer), Bophana Productions (réalisation avec Pierre Bayard)